# Nipponomysis toriumii
Nipponomysis toriumii är en kräftdjursart som först beskrevs av Murano 1977.  Nipponomysis toriumii ingår i släktet Nipponomysis och familjen Mysidae. Inga underarter finns listade i Catalogue of Life.